# Dionysius von Paris

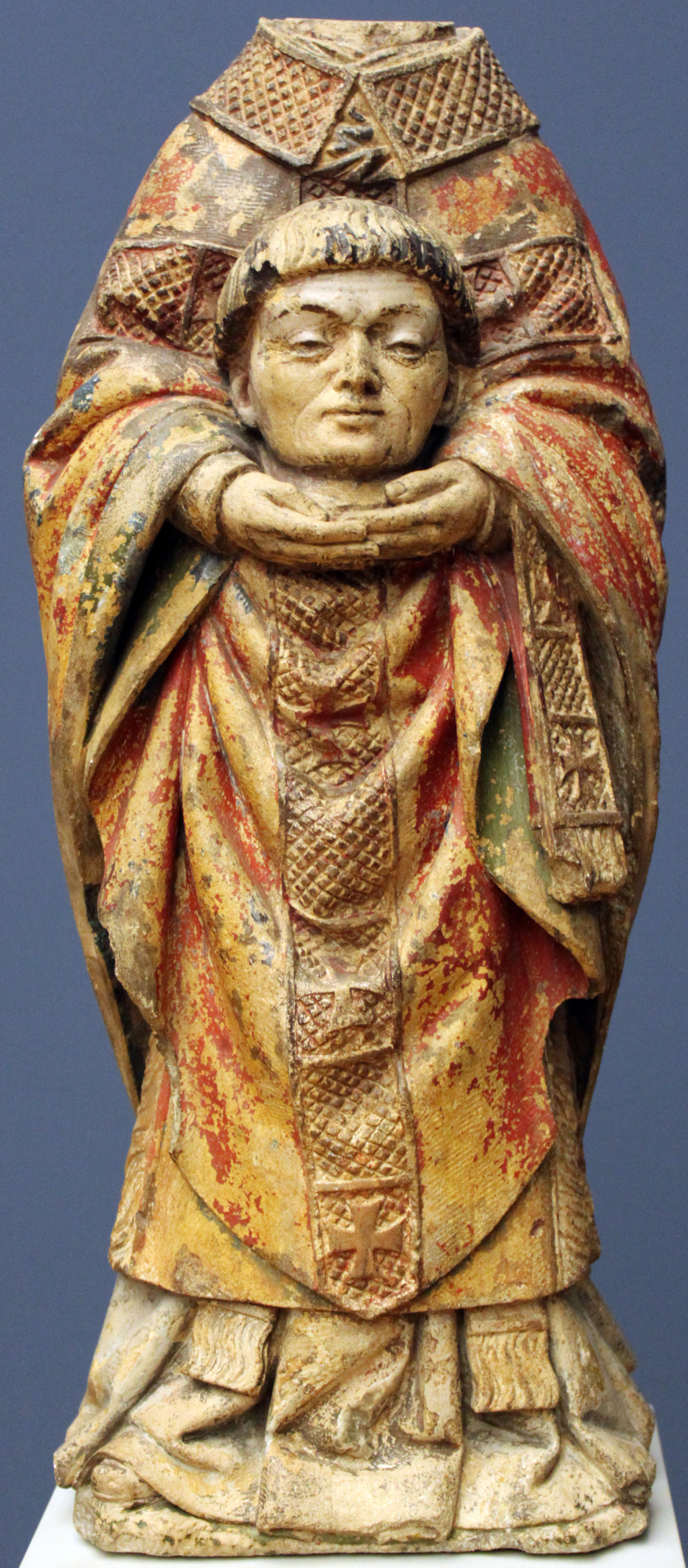
Hl. Dionysius von Antoine Le Moiturier, in der Skulpturensammlung in Berlin, um 1460

Dionysius von Paris (französisch Denis, Denys, portugiesisch Dinis) war Missionar in Gallien, erster Bischof von Paris und Märtyrer. Er wird in der orthodoxen, katholischen und anglikanischen Kirche als Heiliger verehrt und ist einer der vierzehn Nothelfer. Häufig wird er als Cephalophore („Kopfträger“) bezeichnet.

## Vita
Dionysius wurde im 3. Jahrhundert – vermutlich um das Jahr 250 von Papst Fabianus – mit sechs anderen Bischöfen von Rom aus als Missionar nach Gallien geschickt. Laut Gregor von Tours war Dionysius um 250 Bischof von Paris. Der römische Statthalter ordnete die Verhaftung und Enthauptung des Dionysius und seiner Begleiter Rustikus und Eleutherius an. Die Legende berichtet, Dionysius habe auf dem Richtplatz am Montmartre sein abgeschlagenes Haupt aufgenommen, es in einer nahegelegenen Quelle gewaschen und sei mit seinem Haupt in den Händen sechs Kilometer Richtung Norden gegangen, bis zu der Stelle, wo er begraben werden wollte. An diesem Platz baute der fränkische König Dagobert I. im Jahr 626 die dem Heiligen geweihte Abtei und Basilika Saint-Denis, die den französischen Königen als Grablege diente.
Die ältesten Beschreibungen seines Lebens stammen von Gregor von Tours. Populär wurde die Dionysius-Vita des Abtes Hilduin von Saint-Denis, der auch die für das gesamte Mittelalter geltende Gleichsetzung mit Dionysius Areopagita und Pseudo-Dionysius Areopagita vollzog.

## Martyrium
Dionysiusmartyrium in der Legenda aurea (um 1264):

„Darauf wird er in einen Backofen geworfen, aber das Feuer verlischt und er bleibt unverletzt. Er wird an ein Kreuz geheftet und längere Zeit dort gequält. Von dort abgenommen, wird er mit seinen Gefährten und vielen anderen Gläubigen in einen Kerker gesperrt. Als er dort die Messe feierte und dem Volk die Kommunion reichte, erschien ihm Jesus der Herr in strahlendem Licht, nahm das Brot und sagte zu ihm: Empfange dies, mein Teurer, denn bei mir ist dein übergroßer Lohn. Danach dem Richter vorgeführt, werden sie wieder mit neuen Strafen gepeinigt, und beim Götzenbild des Merkur werden die Köpfe der Drei mit Axthieben abgeschlagen zum Bekenntnis der Dreifaltigkeit. Und sofort richtete sich der Körper des heiligen Dionysius auf und trug seinen Kopf in den Armen, geführt von einem Engel und von himmlischem Licht geleitet, zwei Meilen weit von dem Ort, der Märtyrerberg heißt, bis zu der Stelle, wo er nun nach eigener Wahl und Gottes Vorsehung ruht.“

## Verehrung
Der hl. Dionysius gilt als Nationalheiliger Frankreichs und Schutzpatron der französischen Könige sowie mehrerer Orte und Städte (unter anderem Paris und Krefeld, wo sich seine Darstellung auch im Wappen befindet). Sein Gedenktag ist der 9. Oktober; der Gedenktag der Übertragung der Reliquien nach Paris wird regional am 4. Dezember gefeiert.
Nach dem Heiligen sind die Stadt Saint-Denis b. Paris sowie weitere ca. 50 Orte in Frankreich, Belgien und Kanada
benannt. Auch der Hauptort Saint-Denis auf der Insel Réunion führt seinen Namen. Der Clos Saint-Denis ist eine Grand-Cru-Weinlage in der Gemeinde Morey-Saint-Denis im Burgund.
In Deutschland erfuhr der hl. Dionysius eine besondere Verehrung im Regensburger Benediktinerkloster St. Emmeram, das sich sogar rühmte, die angeblich Ende des 10. Jahrhunderts von Kaiser Arnulf aus Paris geraubten Gebeine des Heiligen zu beherbergen. Das um 1050 entstandene Querhaus mit Westchor ist ihm und dem heiligen Wolfgang von Regensburg geweiht; die um 1052 entstandenen drei Steinreliefs am Nordportal gehören zu den frühesten ihrer Art in Deutschland und stellen neben Jesus Christus und dem heiligen Emmeram von Regensburg auch den französischen Nationalheiligen dar.
Schon vor dem 15. Jahrhundert wurde der hl. Dionysius gegen Kopfschmerzen angerufen, aber auch gegen Tollwut, Gewissensunruhe und Seelenleiden. Seit dem Jahr 1450 gehört er zu den vierzehn Nothelfern.

## Darstellung
Der Heilige wird in zahlreichen Statuen, Glasmalereien und Bildern als Bischof, aber – der Legende entsprechend – kopflos und mit seinem abgeschlagenen Haupt in der Hand dargestellt. Die ältesten Darstellungen sind noch mittelalterlich (z. B. am Portalgewände des Portail de la Vierge der Kathedrale Notre-Dame de Paris), doch werden seine Darstellungen danach immer häufiger.

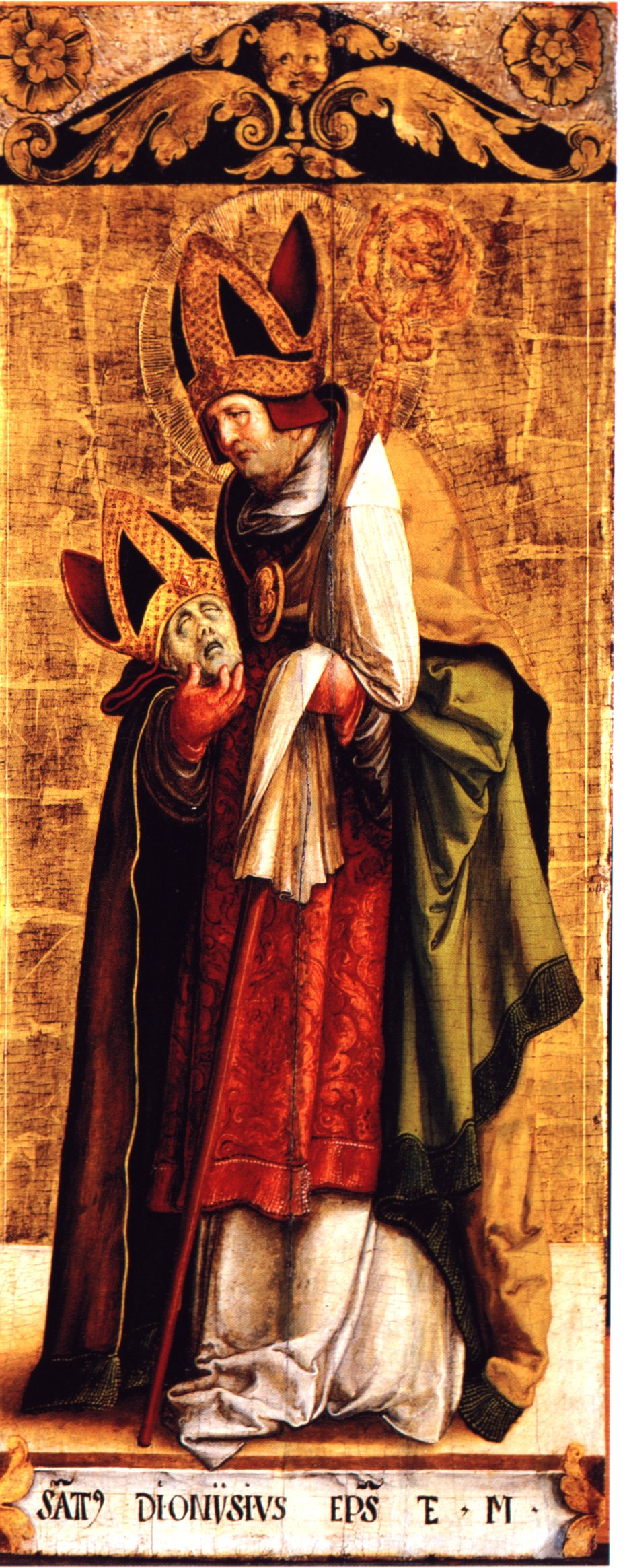
hl. Dionysius vom Meister von Meßkirch, um 1535
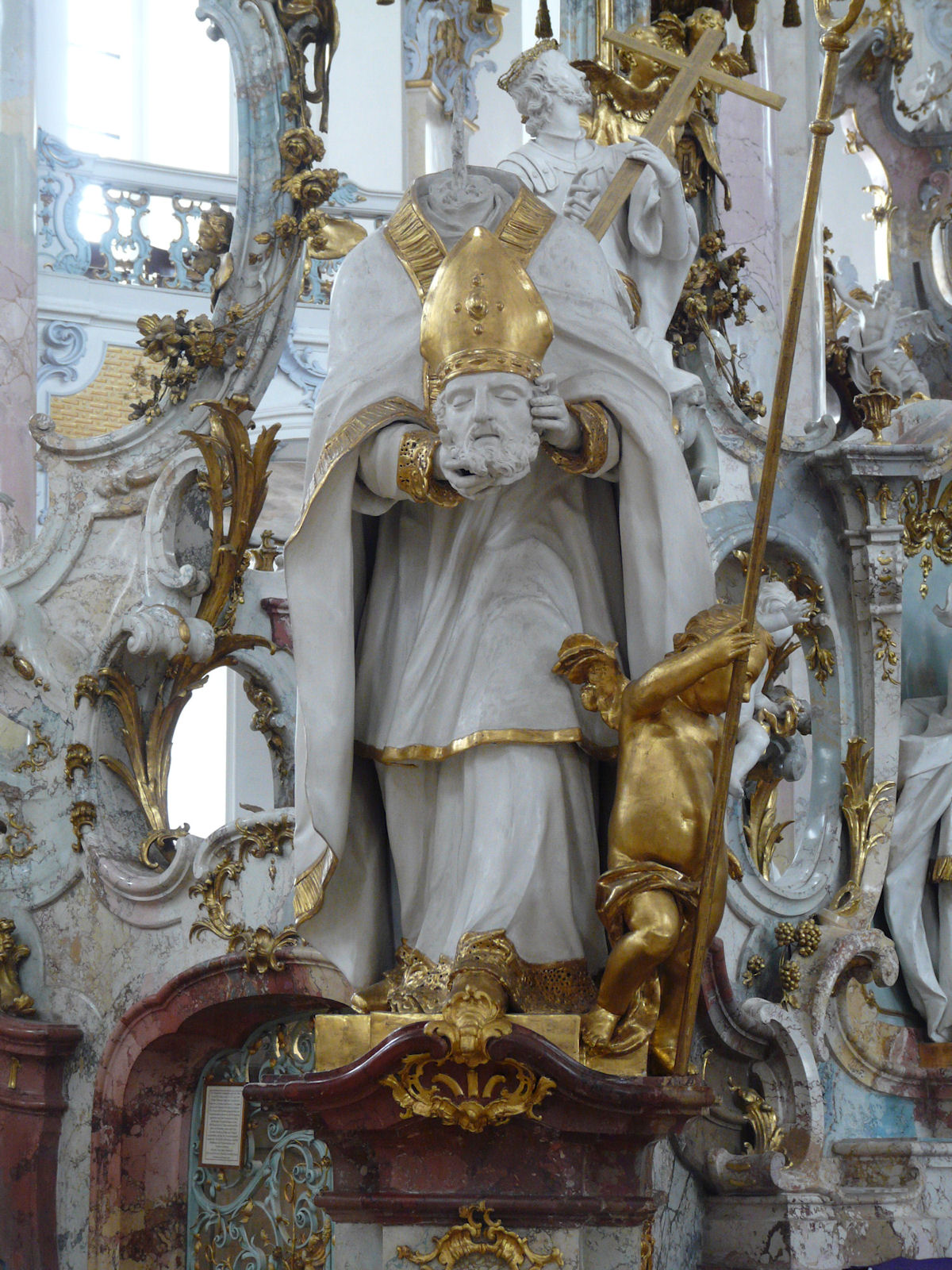
hl. Dionysius in der Basilika Vierzehnheiligen bei Bad Staffelstein, um 1770
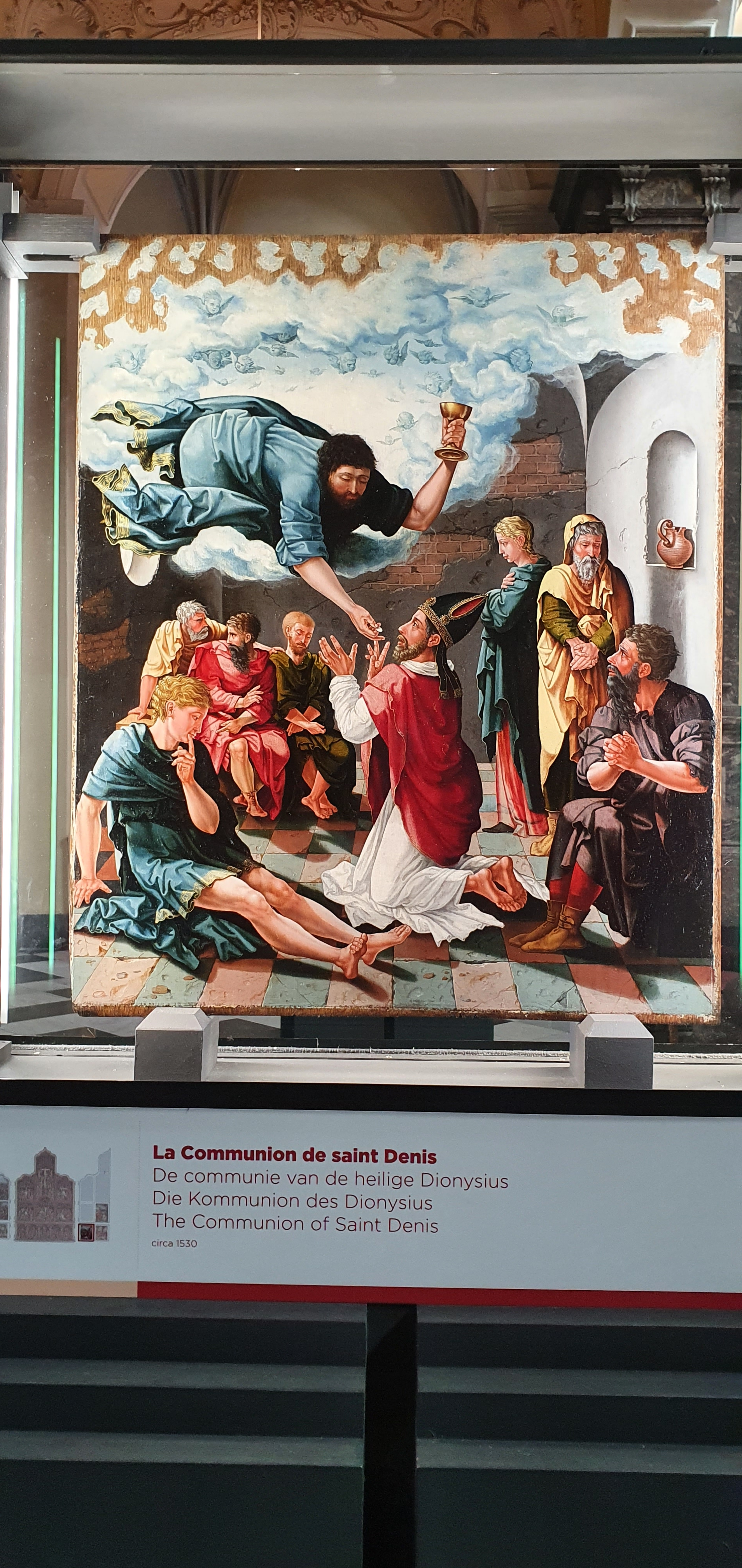
hl. Dionysius in St. Denis in Lüttich, um 1530

## Bauernregel
„Regnets an St. Dionys, regnet’s den ganzen Winter gewiss“